# Liber feudorum maior

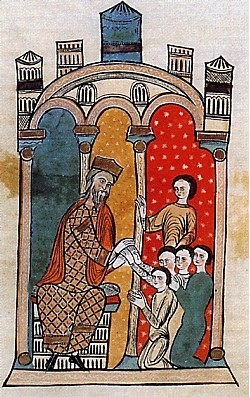
Vyobrazení Alfonse II. v rukopise

Liber feudorum maior (ve středověké latině „Velká lenní kniha“), původně nazývána Liber domini regis („Kniha pána krále“), je iluminovaný rukopis z konce 12. století, vedený jako pozemková kniha Aragonského království, uchovávaný v archívu Aragonské koruny v Barceloně. Je nepostradatelným pramenem pro zkoumání institucionálního vývoje Katalánského knížectví.
Rukopis byl sestaven roku 1192 královským archivářem Ramonem de Caldes za pomoci Guillema de Bassa pro krále Alfonse II. Je psán karolínskou minuskulí a obsahuje 902 dokumentů datovaných až do 10. století s množstvím ilustrací v románském stylu, což činí z toho rukopisu, vzhledem k tomu, že se jedná o dílo sloužící k uchovávání majetkoprávních záznamů, značnou raritu.